# Фреді Гуарін
Фре́ді Алеха́ндро Гуарі́н Ва́скес (ісп. Fredy Alejandro Guarin Vasquez; нар. 30 червня 1986 року, Пуерто-Бойака, Колумбія) — колумбійський футболіст, півзахисник національної збірної та китайського клубу «Шанхай Шеньхуа».

## Кар'єра

### Клубна кар'єра
Гуарін почав кар'єру в клубі «Енвігадо». Через рік після дебюту в основному складі команди, Гуарін був орендований аргентинським клубом «Бока Хуніорс», де зіграв 2 гри. Велику частину часу в Аргентині Гуарін виступав за молодіжний склад клубу. Лише травми гравців основи команди дозволили дебюту Гуарін відбутися.
У квітні 2006 року «Бока Хуніорс» зробив спробу викупити Гуаріан за 500 тис. євро, проте той волів виїхати до Франції, до клубу «Сент-Етьєн». Він дебютував у складі команди 14 жовтня в матчі Ліги 1 проти «Ліону», в якому його клуб програв 1:2. У березні 2007 року Гуарін забив свій перший м'яч за «Сент-Етьєн», вразивши ворота «Труа».
11 липня 2008 року Гуарін перейшов в клуб «Порту», підписавши контракт на 4 роки . За три з половиною роки в португальському клубі Фредді двічі став чемпіоном країни, по три рази вигравав національний кубок та суперкубок, а також у 2011 році виграв Лігу Європи, зігравши, в тому числі, і у фінальному матчі.
31 січня 2012 року Гуарін на правах оренди перейшов у міланський «Інтернаціонале». Вартість трансферу склала 1 млн євро, причому «нерадзуррі» зможуть викупити гравця після закінчення сезону. 17 травня 2012 року «Інтер» викупив його контракт за 11 млн євро. Всього за міланський клуб колумбієць провів 141 матч в усіх турнірах, в яких забив 23 голи.
27 січня 2016 року Гуарін перейшов в китайський клуб «Шанхай Шеньхуа». Портал transfermarkt.com повідомляє, що Гуарін обійшовся китайцям в 13 млн. євро. За інформацією Sky Italia, зарплата 29-річного хавбека складе близько € 7-8 млн. євро на рік.

### Міжнародна кар'єра
З молодіжною збірною Колумбії Гуарін 2005 року виступав на чемпіонаті світу, де його команда посіла 3-е місце. Сам Гуарін провів на турнірі усі 6 ігор . До цього, 2003 року, Гуарін зі збірною до 17 років зайняв 4-е місце на чемпіонаті світу серед юнаків.
24 травня 2006 року Гуарін дебютував у складі першої збірної в матчі проти Еквадору. У тому ж році він виграв у складі збірної гри Центральної Америки і Карибського басейну.
Він представляв націю на Золотому кубку КОНКАКАФ 2005 і Кубку Америки 2011 року.
2014 року Гуарін був включений Хосе Пекерманом у заявку на чемпіонат світу. На турнірі дебютував у останньому матчі групового етапу, відігравши всі 90 хвилин в переможному матчі проти Японії (4:1);. У наступному матчі, що відбувся на чотири дні пізніше, Гуарін вийшов на заміну і допоміг збірній пройти Уругвай (2:0). Цей матч став для нього 50 у футболці збірної. Проте вже в чвертьфіналі колумбійці поступились Бразилії 0:1 і покинули турнір.
10 травня 2015 року у матчі за «Інтернаціонале» Гуарін отримав травму і змушений був пропустити наступний Кубок Америки. 

## Досягнення
Бока Хуніорс
- Чемпіон Аргентини: 2006 (Клаусура)

Порту
- Чемпіон Португалії: 2008-09, 2010-11
- Володар Кубку Португалії: 2008-09, 2009-10, 2010-11
- Володар Суперкубка Португалії: 2009, 2010, 2011
- Переможець Ліги Європи: 2010-11
- Володар Кубка Китаю: 2017

Збірна Колумбії
- Чемпіон Південної Америки (U-20): 2005
- Переможець Ігор Центральної Америки та Карибського басейну: 2006